# Crossocerus leucostoma
Crossocerus leucostoma ist ein Hautflügler aus der Familie der Crabronidae.

## Merkmale
Die Tiere erreichen eine Körperlänge von 8 bis 10 Millimetern und sind somit die größten ihrer Gattung. Ihr Körper ist schwarz gefärbt, weitere Merkmale sind der ausgehöhlte Stirnbereich und der außen weiß gefärbte Antennenschaft.  

## Vorkommen
Die Tiere kommen im gesamten mittel- und nordeuropäischen Raum (Schweiz: Juragebirge, Alpen), aber auch in der Türkei, in Ostsibirien bis Japan und im nördlichen Teil der USA vor. Aufgrund ihrer Kälteresistenz können sie auch die höheren Bereiche der Mittelgebirgswälder besiedeln. Nur vereinzelt findet man die Art in den Niederlanden, Luxemburg, Belgien, Frankreich und Deutschland. 

## Lebensweise
Die Weibchen von Crossocerus leucostoma legen ihre Nester in Totholz von Birken, Fichten und Kiefern an. Häufig werden dafür die verlassenen Gänge des Großen Birkensplintkäfer (Scolytus ratzeburgi) benutzt. Ein einzelner Gang hat eine Länge von 3 bis 6 Zentimetern, wobei an seinem Ende eine einzelne Zelle angelegt wird. Diese Zelle wird mit bis zu 17 kleinen Fliegen verproviantiert, der Eingang des Ganges wird anschließend mit Holzmehl verschlossen. 

## Belege